# クロナゼパム
クロナゼパム（Clonazepam）は、ベンゾジアゼピン系の抗てんかん薬・抗不安薬である。抗不安作用も有する。日本では1981年より、商品名ランドセン、リボトリールで販売され、適応はてんかんである。また、自律神経系統の疾病であり、抗不安作用も強いことからパニック障害の治療に使用されることもある。
連用により依存症、急激な量の減少により離脱症状を生じることがある。中止の際には漸減が原則である。向精神薬に関する条約のスケジュールIVに指定されている。麻薬及び向精神薬取締法の第三種向精神薬である。

## 適応
日本における適応は以下である。
- 小型（運動）発作［ミオクロニー発作、失立（無動）発作、点頭てんかん（幼児痙縮発作、BNS痙攣等）］
- 精神運動発作
- 自律神経発作

## 応用
応用として、むずむず脚症候群やパニック障害、躁病、鬱病の治療にも用いられる。

## 剤形

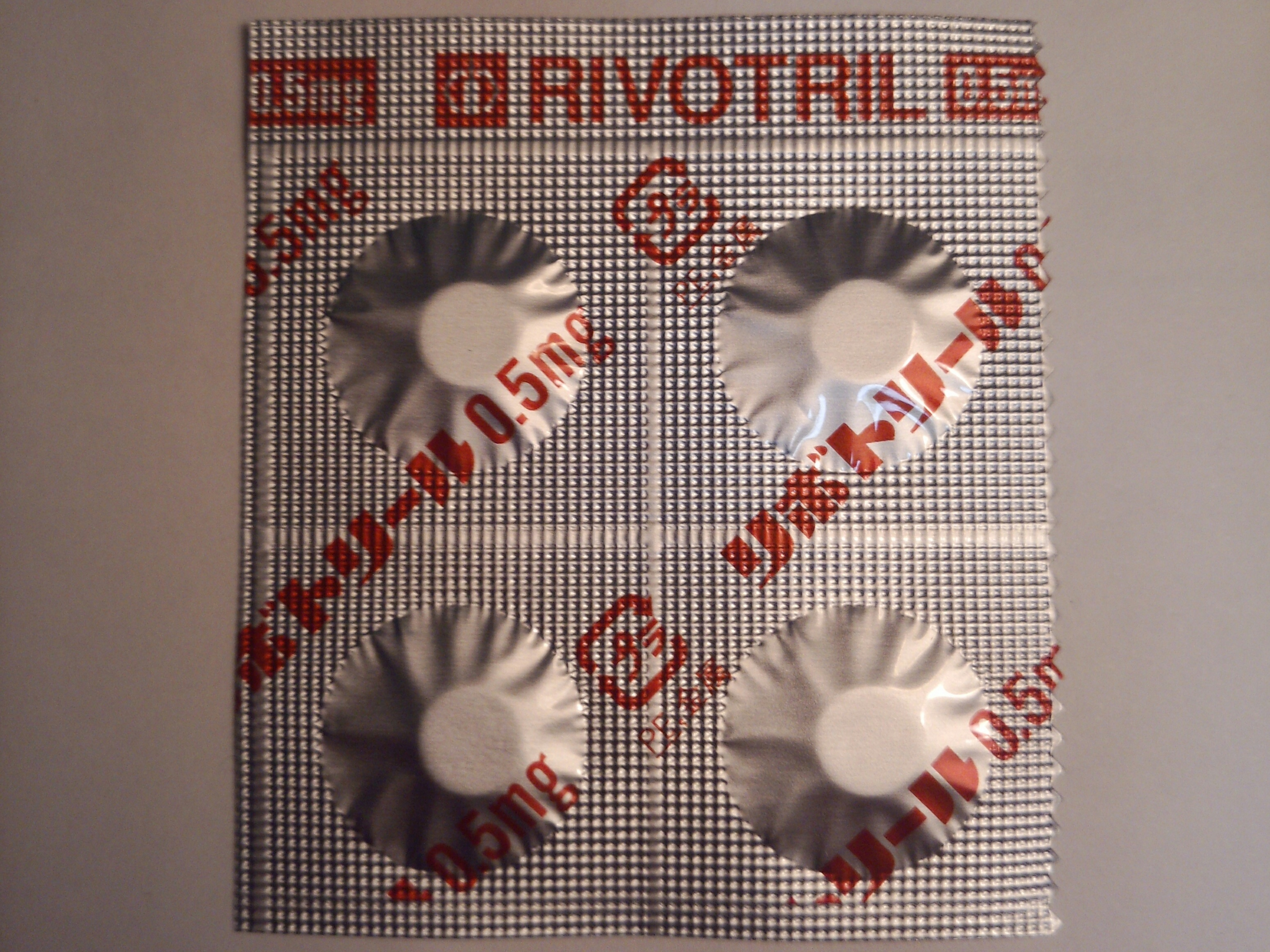
リボトリール 0.5mg錠

- 錠剤: 0.5mg, 1mg, 2mg
- 細粒: 0.1%, 0.5%

## 有効性
神経発作を鎮める作用があることから、むずむず脚症候群にも使用されている。。様々な睡眠時異常行動の治療に用いることもできる。レム睡眠行動障害に低用量で良好な効果がある。

## 作用機序
クロナゼパムは、脳の神経細胞の細胞膜に存在するGABAA受容体のベンゾジアゼピン結合部位に作用し、抑制性神経伝達を強めることで抗てんかん作用を示す。

## 禁忌
抗コリン作用を持つため、次の患者に対しては禁忌である。
- 重症筋無力症の患者
- 急性狭隅角緑内障の患者

## 副作用
眠気、倦怠感、頭痛、集中力低下、体重増加、体重減少、いらいら、ふらつき、脱力感、失禁、性欲減退、興奮など
中止の際には漸減が原則であり、急な中止は痙攣重積が発生することがある。
日本では2017年3月に「重大な副作用」の項に、連用により依存症を生じることがあるので用量と使用期間に注意し慎重に投与し、急激な量の減少によって離脱症状が生じるため徐々に減量する旨が追加され、厚生労働省よりこのことの周知徹底のため関係機関に通達がなされた。奇異反応に関して、錯乱や興奮が生じる旨が記載されている。医薬品医療機器総合機構からは、必要性を考え漫然とした長期使用を避ける、用量順守と類似薬の重複の確認、また慎重に少しずつ減量する旨の医薬品適正使用のお願いが出されている。調査結果には、日本の診療ガイドライン5つ、日本の学術雑誌8誌による要旨が記載されている。